# Археобелодон
Archaeobelodon filholi (лат.) — вымершее хоботное семейства гомфотериевых, выделяемое в отдельный род. Обитал в миоцене в Европе и в Африке. Archaeobelodon обладали хоботом и бивнями. Вероятно, Archaeobelodon был предком платибелодонов и амебелодонов.
В 2004 году палеонтологам из Аугсбурга удалось выкопать почти полный скелет Archaeobelodon. В Париже выставлена единственная в мире реконструкция его скелета.